# 8443 Svecica
A 8443 Svecica (ideiglenes jelöléssel 4343 T-3) a Naprendszer kisbolygóövében található aszteroida. Cornelis Johannes van Houten, Ingrid van Houten-Groeneveld és Tom Gehrels fedezte fel 1977. október 16-án.